# Пізньоімбрійська епоха

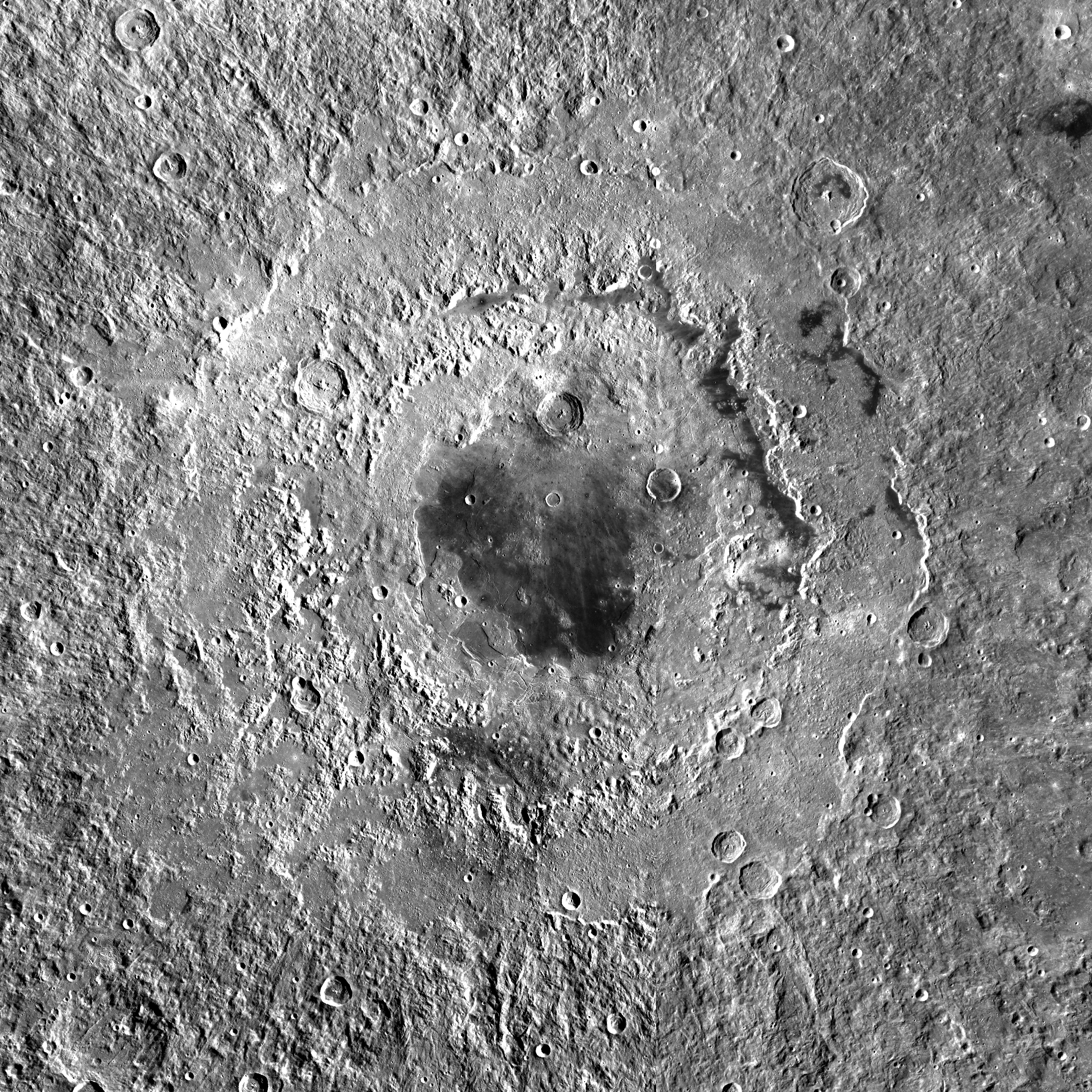
Басейн Моря Східного, одразу після утворення якого почалася пізньоімбрійська епоха

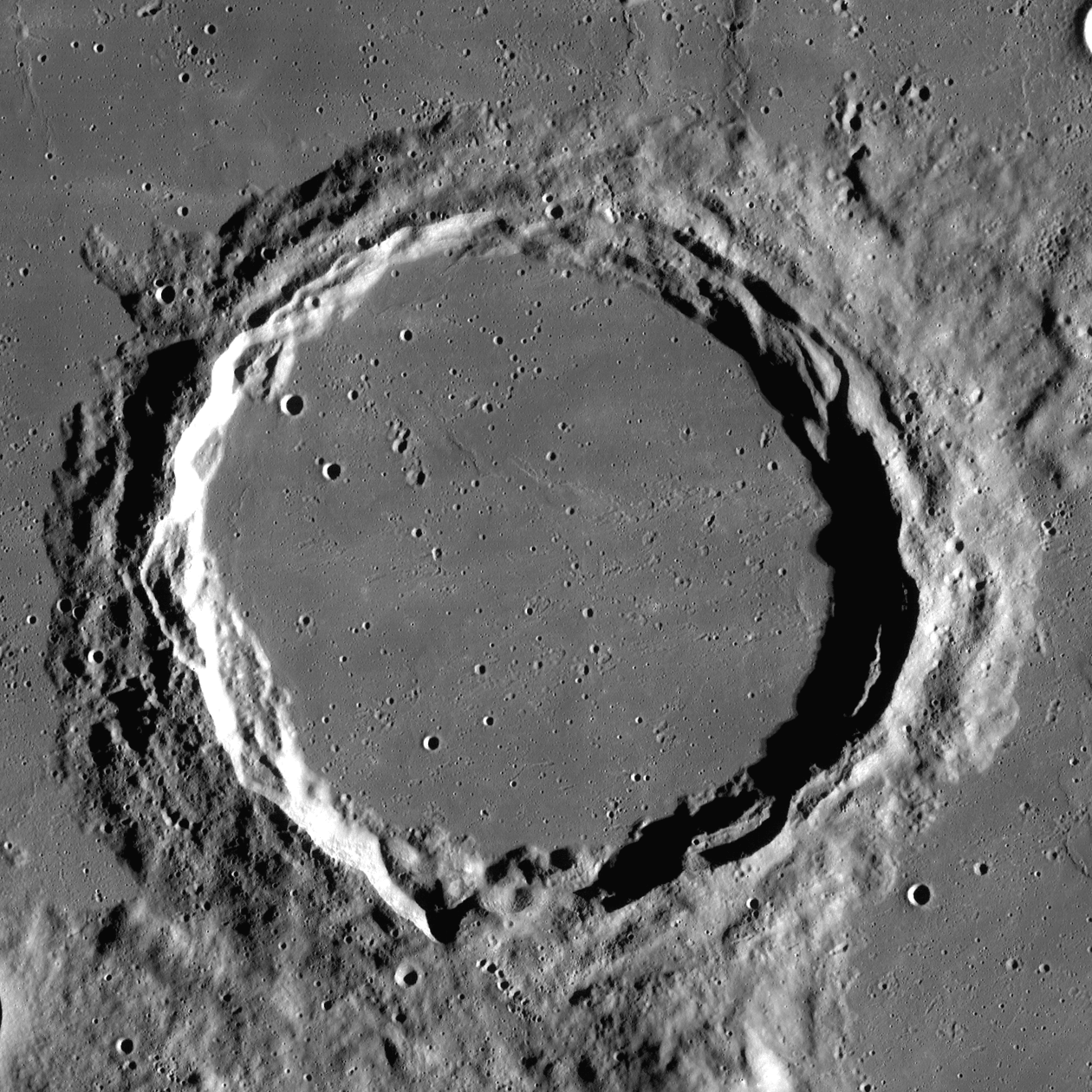
Архімед — кратер пізньоімбрійського віку

Пізньоімбрійська епоха (від Mare Imbrium — латинської назви Моря Дощів) — епоха геологічної історії Місяця, друга частина імбрійського періоду. Настала після ранньоімбрійської епохи, змінилася ератосфенівським періодом.
Початок цієї епохи — відкладення викидів басейну Моря Східного (ці викиди та сам басейн відносять до попередньої епохи). Визначення кінця більш непевне. За однією з пропозицій він визначається за ступенем згладженості рельєфу кратерів. Утворення кратера Ератосфен, на честь якого названо наступний період, для ролі межі цих відрізків часу підходить погано, бо не було подією глобального масштабу. Більш важливою подією було падіння інтенсивності вивержень морської лави; можливо, згодом воно ляже в основу визначення цієї межі.
Датування початку епохи — від 3,80 до 3,72 млрд років, а кінця — від 3,24 до 3,11 млрд років. Таким чином, вона тривала 0,5–0,7 млрд років.
Поділ імбрійського періоду на ранньоімбрійську та пізньоімбрійську епоху ввів у широкий вжиток американський геолог Дональд Вільгельмс 1987 року, хоча цей поділ іноді використовувався й раніше.

## Ідентифікація об'єктів пізньоімбрійського віку
Нижня межа пізньоімбрійської епохи відмічена викидами басейну Моря Східного, що розповсюджені на величезній площі. За їх перекриттям із іншими деталями рельєфу можна дізнатися, старші чи молодші ці деталі за цей басейн. Для верхньої межі епохи подібного стратиграфічного орієнтира нема. Тому визначення цієї межі базується на ступеню згладженості рельєфу кратерів: згладження внутрішніх схилів до похилу в 1° відбулося для тих кратерів такого віку, що мають діаметр <240±10 м.
Важливий спосіб визначення віку деталей поверхні небесних тіл заснований на підрахунку кратерів, що накопичилися на цих деталях за час їх існування. Концентрація кратерів діаметром >1 км на поверхнях пізньоімбрійського віку — від 2500 до 22 000 на млн км2, а кратерів діаметром >20 км — близько 28 штук на млн км2.

## Об'єкти, що утворилися протягом епохи
Пізньоімбрійська епоха — час найбільших виливів лави на місячну поверхню. Протягом неї з'явилося більшість вулканів на морях і материках. В цей час утворилося 2/3 поверхні морів видимого боку Місяця. До цього астероїдне бомбардування було надто інтенсивним, і тому моря тих часів збереглися погано. Породи пізньоімбрійської епохи разом називаються верхньоімбрійським відділом (англ. Upper Imbrian Series). До них належить більшість зразків місячних порід, привезених на Землю. В основному це зразки морських порід.
До морів, сучасна поверхня яких збереглася з цієї епохи, належать моря Ясності, Спокою, Криз, Нектару, Достатку, Вологості, Хмар, Пізнане, східна частина Моря Дощів, західна — Океану Бур, а також іще деякі морські ділянки, в тому числі більшість (але не всі) — зворотного боку.
Жодного імпактного басейну в цій епосі, а також після неї, не з'явилося, але тривало накопичення менших кратерів. Зокрема, до пізньоімбрійської епохи належать кратери, схожі з Архімедом, які утворилися після появи басейнів Моря Дощів і Моря Східного, але до заповнення їх базальтами або синхронно з виливами. Всього протягом цієї епохи утворилося близько 170 кратерів діаметром >30 км. Це дещо менше, ніж у попередній — ранньоімбрійській — епосі, незважаючи на те, що остання була значно коротшою. Таким чином, частота зіткнень в ті часи швидко падала. У пізньоімбрійській епосі швидкість накопичення таких кратерів складала близько 290 штук на мільярд років — менше 1/10 значення для попередньої епохи, але в кілька разів більше, ніж для наступного періоду.
Найбільші кратери цієї епохи:
- на видимому боці: затоплений кратер Затоки Райдуги, Гумбольдт, Платон, Шомбергер, Посідоній (ймовірно), Шлютер, Пікколоміні (ймовірно), Атлас, Архімед, Лаперуз, Гейл;
- на зворотному боці: Ціолковський, Антоніаді (ймовірно), Ейткен, Склодовська, Пласкетт, Ковалевська, Лангемак, Дженнер та інші.